# Ensanche Diputación
Ensanche Diputación es un barrio de la ciudad española de Alicante. Según el padrón municipal, cuenta en el año 2023 con una población de 14 953 habitantes (8261 mujeres y 6692 hombres).

## Localización
Ensanche Diputación limita en su vértice norte con el barrio de San Blas-Santo Domingo; al este, separado por las avenidas General Marvá y Federico Soto y la calle Canalejas, con los barrios de Mercado y Centro; y al oeste, separado por las avenidas de Salamanca y Óscar Esplá, con los barrios de Alipark y Benalúa. Al sur, separado por las avenidas de Eusebio Sempere y Doctor Ramón y Cajal, se encuentra el Puerto de Alicante.
De acuerdo con la documentación del Ayuntamiento, el Puerto y la Playa del Postiguet se incluyen dentro de este barrio, ya que estas áreas carecen de habitantes y no afectan desde el punto de vista estadístico. Aplicando esta condición, el barrio de Ensanche Diputación también limita con los barrios de Casco Antiguo-Santa Cruz, Raval Roig-Virgen del Socorro y Vistahermosa por el este; Gran Vía Sur y San Gabriel por el oeste; y el mar Mediterráneo por el sur.

## Población
Según el padrón municipal de habitantes de Alicante, la evolución de la población del barrio Ensanche Diputación en los últimos años, del 2010 al 2023, tiene los siguientes números:
|              | 2010  | 2011   | 2012   | 2013   | 2014   | 2015  | 2016   | 2017  | 2018  | 2019  | 2020  | 2021   | 2022  | 2023   |
| ------------ | ----- | ------ | ------ | ------ | ------ | ----- | ------ | ----- | ----- | ----- | ----- | ------ | ----- | ------ |
| Población    | 15949 | 15550  | 15297  | 15104  | 14924  | 14994 | 14760  | 14756 | 14705 | 14659 | 14649 | 14547  | 14633 | 14953  |
| (Diferencia) |       | (-399) | (-253) | (-193) | (-180) | (+70) | (-234) | (-4)  | (-51) | (-46) | (-10) | (-102) | (+86) | (+320) |

## Fiestas
Las fiestas principales del barrio son las Hogueras de San Juan, ya que son las fiestas oficiales de la ciudad de Alicante. En el barrio plantan las siguientes hogueras:
- Avenida de Loring-Estación, que planta en el cruce de las avenidas de Loring y Óscar Esplá, frente a la antigua Estación de Murcia, hoy Casa del Mediterráneo. Parte de su distrito está en el barrio de Benalúa. En 2 ocasiones su candidata ha sido elegida bellea del foc.
- Diputació-Renfe, que planta en la avenida de la Estación, junto a la Diputación Provincial de Alicante. Ha ganado en 1 ocasión el 1º premio de la categoría Especial.
- José María Py, que planta en el paseo del General Marvá. Anteriormente plantaba en la calle que le da nombre.
- Maisonnave, que planta en la avenida de Maisonnave, en el cruce con la calle Serrano.
- Óscar Esplá, que planta en la avenida de Óscar Esplá, en el cruce a la altura de la calle Carlet. Parte de su distrito está en el barrio de Benalúa.
- Parque-Plaza de Galicia, que planta en la plaza de Galicia, al principio de la calle Alemania.
- Séneca-Autobusos, que planta en la plaza de Séneca, en la antigua estación de autobuses. Ha ganado en 7 ocasiones el 1º premio de categoría Especial.

La hoguera Calvo Sotelo, si bien planta en el Centro, en la plaza de su nombre, tiene parte de su distrito en el Ensanche.

## Historia
A mediados del siglo XIX, Alicante había dejado de ser considerada una plaza militar. Entonces, se decidió derribar las murallas que entorpecían el crecimiento urbano, aunque las últimas construidas tuvieran escasos cincuenta años de existencia. El paso hacia una ciudad abierta fue trascendental, haciendo posible su ampliación hacia el oeste y el suroeste. La nueva trama urbana se abrió camino empujada por los intereses de la burguesía y el aumento de la población, dejando atrás el antiguo concepto defensivo de ciudad.
Los terrenos que ocupa este barrio empezaron a urbanizarse en la segunda mitad del siglo XIX. En aquel tiempo, comenzaron a estar en auge las llamadas obras de ensanche, las que pretendían aumentar de forma ordenada la extensión de las poblaciones, y ya se había aprobado en España la primera Ley General al respecto en el año 1864. El proyecto de Alicante se concretó en 1886. Los límites actuales de este barrio son una parte del perímetro que, en su momento, llegó a considerarse el ensanche de Alicante. Dentro de la obras realizadas con esa norma, se incluyó la urbanización de la línea de costa, lo que permitiría más tarde construir el Paseo de la Explanada.

## Lugares a destacar

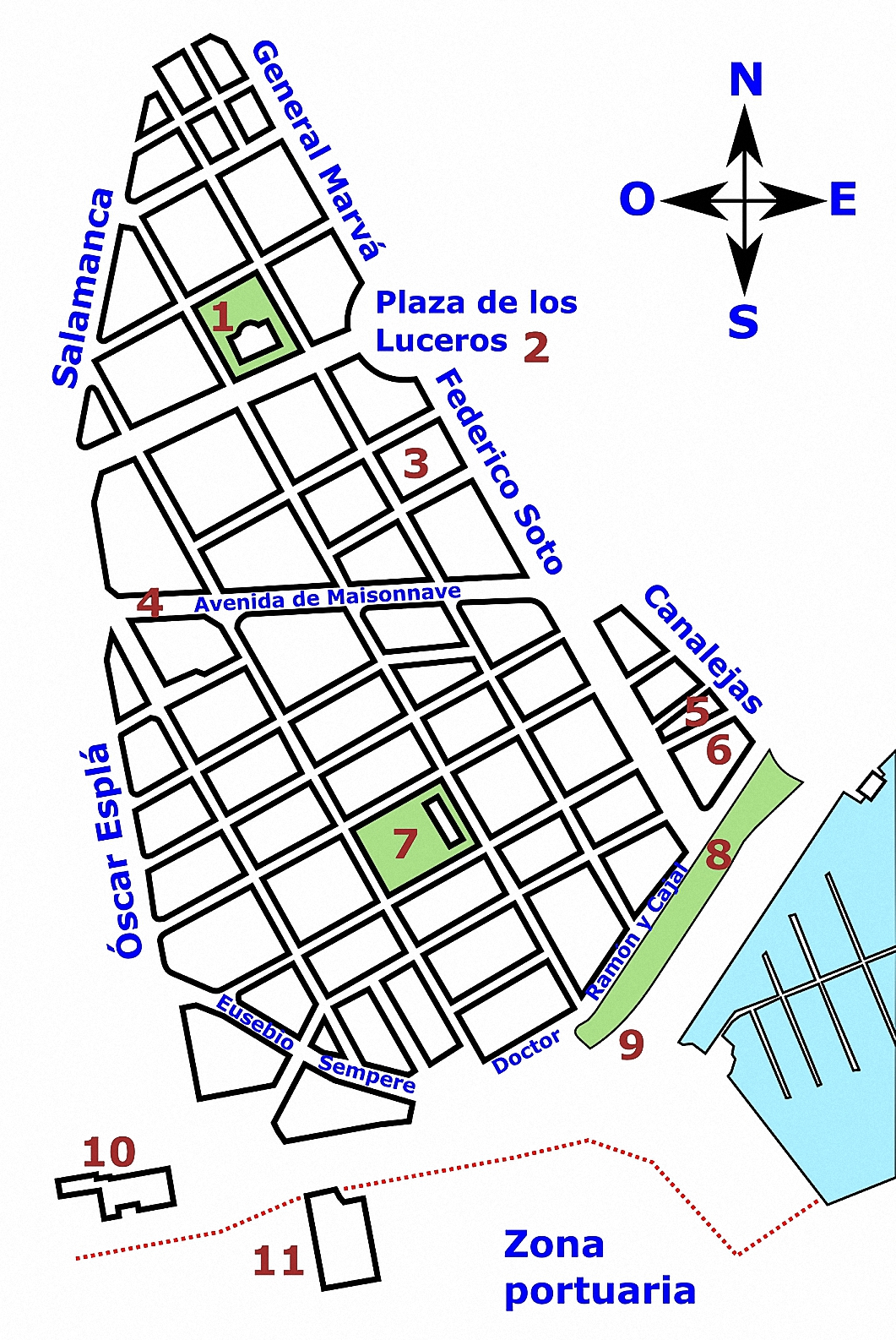
Mapa barrio Ensanche Diputación y lugares destacados.

Algunos de los lugares y espacios que destacan en el barrio Ensanche Diputación son:
- Palacio Provincial de Alicante, sede de la Diputación Provincial de Alicante (1)
- Plaza de los Luceros (2)
- Apartotel Riscal (3)
- Avenida de Maisonnave (4)
- Casa de las Brujas, sede en Alicante de la Generalidad Valenciana (5)
- Casa Alberola (6)
- Plaza Séneca (7)[3][4]
- Parque de Canalejas (8)[5]
- Lonja del Pescado (9)
- Antigua Estación de Alicante-Benalúa y Casa Mediterráneo (10)
- Estación de autobuses de Alicante (11)